# Walter Hamada
Walter Hayato Hamada (Honolulu, 7 maggio 1968) è un produttore cinematografico statunitense di origini giapponesi.

## Biografia
Ha iniziato la sua carriera come assistente presso TriStar ed è diventato vicepresidente della produzione alla Columbia Pictures. Nel 2007, è entrato a far parte della New Line Cinema, una divisione della Warner Bros. Pictures, dove ha lavorato come direttore di produzione per un decennio. Recentemente assieme a Dave Neustadter, ha supervisionato la produzione di alcuni loro film horror tra cui la serie di The Conjuring e It. Ha inoltre co-scritto la storia e lavorato come produttore esecutivo per il film della Universal Pictures 47 Ronin con protagonista Keanu Reeves.
Nel gennaio 2018 dopo il flop commerciale del film Justice League, la Warner Bros. Pictures lo nominò come presidente della DC Films, con il compito di supervisionare la produzione dei prossimi film del DC Extended Universe, lavorando a stretto contatto com Geoff Johns il presidente e direttore creativo responsabile della DC Comics. Secondo The Hollywood Reporter, la sua supervisione del film Shazam! presso New Line Cinema ha impressionato Toby Emmerich, attuale presidente della Warner Bros. Pictures.
Ad ottobre del 2022, Walter Hamada dopo quasi 4 anni si dimette da presidente della DC films.

## Filmografia
- Sorority Boys (2002)
- Il respiro del diavolo (2007)
- Venerdì 13 (2009)
- The Final Destination 3D (2009)
- Nightmare (2010)
- Final Destination 5 (2011)
- L'incredibile Burt Wonderstone (2013)
- L'evocazione - The Conjuring (2013)
- 47 Ronin (2013)
- Into the Storm (2014)
- Annabelle (2014)
- The Gallows - L'esecuzione (2015)
- The Conjuring - Il caso Enfield (2016)
- Lights Out - Terrore nel buio (2016)
- Within (2016)
- 10050 Cielo Drive (2016)
- Annabelle 2: Creation (2017)
- It (2017)
- Prendimi! (2018)
- The Nun - La vocazione del male (2018)
- Aquaman (2018)
- Shazam! (2019)
- La Llorona - Le lacrime del male (2019)
- Joker (2019)
- Birds of Prey e la fantasmagorica rinascita di Harley Quinn (2020)
- Wonder Woman 1984 (2020)
- The Suicide Squad - Missione suicida (2021)
- The Batman (2022)
- Black Adam (2022)
- Shazam! Furia degli dei (2023)
- The Flash, regia di Andy Muschietti (2023)
- Aquaman e il regno perduto, regia di James Wan (2023)